# Зденко Швигељ
Зденко Швигељ је био југословенски нордијски скијаш, који се такмичио у скијашком трчању. Швигељ је био један од четворице учесника из Југославије који су учествовали на првим Зимским олимпијским играма 1924. одржаним у Шамонију у Француској.
Такмичио се у две дисциплине скијашког трчања на 18 и 50 км. У дисцилплини на 18 км постигао је резултат 1:50:27,6 што му је донело 32. место од 41 учесника. Швигељов пласман у овој трци био је и најбољи пласман неког од југословенских учесника на овим играма.
Швигељ је учествовао и у трци на 50 км, али није успео да заврши трку.